# Ајланд Лејк (Илиноис)
Ајланд Лејк (енгл. Island Lake) град је у америчкој савезној држави Илиноис.

## Демографија
По попису из 2010. године број становника је 8.080, што је 73 (-0,9%) становника мање него 2000. године.
| Група             | 2000.         | 2010.         |
| Белци             | 7.233 (88,7%) | 6.623 (82,0%) |
| Афроамериканци    | 40 (0,5%)     | 88 (1,1%)     |
| Азијати           | 132 (1,6%)    | 153 (1,9%)    |
| Хиспаноамериканци | 679 (8,3%)    | 1.130 (14,0%) |
| Укупно            | 8.153         | 8.080         |